# Sport Lisboa e Benfica 2021-2022 (hockey su pista)
Questa voce raccoglie le informazioni riguardanti lo Sport Lisboa e Benfica nelle competizioni ufficiali della stagione 2021-2022.

## Maglie
| 1ª divisa | 2ª divisa |

## Organico

### Giocatori
| N° | Naz.                  | Ruolo | Sportivo            |  |  |  |
| -- | --------------------- | ----- | ------------------- |  |  |  |
| 1  | Portogallo (bandiera) | P     | Pedro Henriques     |  |  |  |
| 4  | Portogallo (bandiera) | E     | Diogo Rafael        |  |  |  |
| 5  | Argentina (bandiera)  | E     | Carlos Nicolía      |  |  |  |
| 6  | Spagna (bandiera)     | E     | Eduard Lamas Alsina |  |  |  |
| 7  | Argentina (bandiera)  | E     | Pablo Álvarez Vera  |  |  |  |
| 9  | Argentina (bandiera)  | E     | Lucas Ordóñez       |  |  |  |
| 18 | Portogallo (bandiera) | E     | Poka                |  |  |  |
| 22 | Portogallo (bandiera) | P     | Rodrigo Vieira      |  |  |  |
| 55 | Spagna (bandiera)     | E     | Sergi Aragonès      |  |  |  |
| 71 | Portogallo (bandiera) | E     | Gonçalo Pinto       |  |  |  |

### Staff tecnico
- Allenatore:  Nuno Resende
- Allenatore in seconda:  Eduardo Ginja